# Bartłomiej Bałaban
Bartłomiej Robert Bałaban (ur. 12 maja 1977 w Lublinie) – polski prawnik, działacz społeczny, dziennikarz, polityk, członek zarządu województwa lubelskiego VI kadencji (2022–2024).

## Życiorys

### Wykształcenie
W 2003 ukończył studia prawnicze na Katolickim Uniwersytecie Lubelskim w Lublinie, otrzymując tytuł magistra prawa. Był uczestnikiem studiów podyplomowych Executive MBA w Collegium Humanum w Warszawie.

### Działalność społeczna i zawodowa
Po ukończeniu studiów podjął pracę w wymiarze sprawiedliwości na stanowisku kuratora zawodowego.
Prowadził działania o charakterze proobywatelskim oraz dziennikarskim na rzecz miasta Lublin. Stworzył strony internetowe o tematyce miejskiej m.in. „Blog Lublin”. Współprowadził blog „Lublin z Psem”, zrzeszający lokalną społeczność prozwierzęcą w Lublinie. Spór o przełamanie administracyjnych barier zakazu wstępu z psami do Ogrodu Saskiego w Lublinie zakończył się wygraną w Naczelnym Sądzie Administracyjnym. W 2016 został wybrany do Rady Działalności Pożytku Publicznego Miasta Lublin. Uczestniczył w projekcie „Lublin dla wszystkich”. Wybrany jako jedna z „Twarzy Lublina”.
W 2017 rozpoczął pracę w TVP3 Lublin. Tworzył cykliczne programy o tematyce kulturalnej, społecznej, historycznej i samorządowej. Był wydawcą głównego serwisu informacyjnego TVP3 Lublin Panorama Lubelska. Prowadził rozmowy o tematyce społecznej, kulturalnej, samorządowej oraz politycznej.
Od sierpnia 2024 pełnił obowiązki dyrektora Muzeum Wsi Lubelskiej w Lublinie, a w sierpniu 2025 został dyrektorem tego muzeum.

### Działalność polityczna
7 lutego 2022 został członkiem zarządu województwa lubelskiego z poparciem Solidarnej Polski. Funkcję tę pełnił do 7 maja 2024.
W wyborach samorządowych w 2024 został wybrany do Rady Miasta Lublin z ramienia Prawa i Sprawiedliwości.

## Życie prywatne
Żonaty z Agnieszką Bałaban, która w 2022 została zatrudniona w spółce Lubelski Węgiel „Bogdanka”. Jest ojcem trzech córek Alicji, Karoliny, Anny.
Jego przyrodnim bratem jest Andrzej Bałaban.